# کوه آسمائی

کوه آسمایی که امروزه بنام کوه تلویزیون مشهور است.

کوه آسمایی کوهی است در مرکز شهر کابل.
بطرف غرب این کوه رود کابل و پس از فاصلهٔ ۳۰۰ متر کوه دیگری است که بنام شیر دروازه یاد می‌شود. فاصلهٔ مجموعی بین شیر دروازه و آسمایی ۳۰۰ متر است. از لحاظ زمین‌شناسی یک کوه‌اند که توسط دریای کابل چیر شده‌است. این کوه پیشتر آتش‌فشانی بوده و تا اکنون به ندرت زمین‌لرزه دارد.

## استفاده مخابراتی
به سبب ارتفاع نسبی این کوه نسبت به سایر قسمت‌های شهر کابل از این کوه به عنوان برج مخابراتی استفاده می‌شود و فرستنده‌های متعدد تلویزیونی و رادیویی کابل بر روی این کوه قرار دارند.

## تاریخچه
رتبیل شاهیان و زنبیل‌شاهیان این کوه را بنام کوه آسمایی می‌نامیدند. به‌خاطر اینکه درمحل زیارتگاه شاه دوشمشیره بت بزرگی ساخته شده بود که رب‌النوع امید می‌نامیدند. در زبان همان زمان آسمایی معنای معبد یا خدای آرزوها بود؛ و مردم در دامنهٔ این کوه معبد خود را اعمار نموده بودند. پس از حملات اعراب کابلشاهیان بت‌ها و معابد خود را بطرف جنوب افغانستان یا شمال غرب هند کوچ دادند. معبد از بین رفت ولی نام کوه تا امروز باقی ماند. در بالای کوه‌های آسمایی و شیر دروازه دیواری با ارتفاع ۲۰ فوت و با پهنای ۱۲ فوت در زمان حملهٔ اعراب بر کابل ساخته شده‌است که تا اکنون پابرجاست.